# ジグモ科
ジグモ科（学名：Atypidae） は原始的なクモの1群である。長く大きな大顎を持つ。地中に縦穴を掘り、入り口には糸が筒状になるように張られた巣を作る。

## 特徴

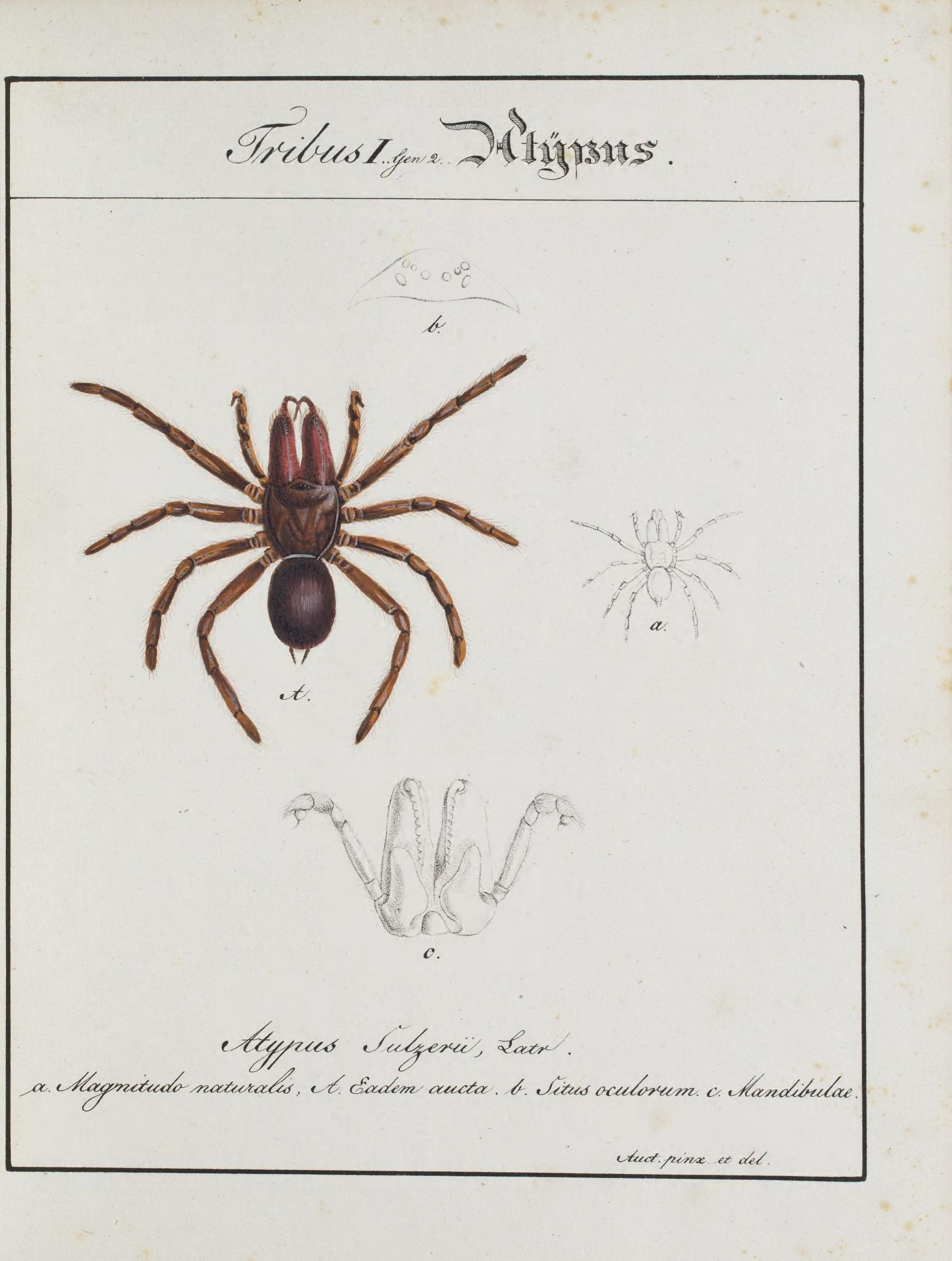
図版
Atypus piceus

体長が5-25mmほどの中型のクモである。眼は8個、歩脚の爪は3つ、書肺は2対ある。上顎が強力でよく発達しており、前方水平に大きく突き出ており、その長さは背甲に相当するほどとなる。また強力な顎を伴っている。上顎の下面に牙溝は不明瞭で、前牙堤には鋭い歯が並ぶ。近縁のトタテグモ科などのものでは上顎の基節の先端背面に鋭い歯が並んでいる。これは馬鍬と呼ばれ、穴を掘ることなどに用いられるが、本科のものでは存在しない。
頭胸部背面では、頭部が高く盛り上がる。触肢は第1脚より遙かに短く細く、上顎と同程度の長さである。糸疣は3対だが、前外疣は痕跡的となっている。また中疣(後内疣)はその基部が互いに接近している。
英名はこの科共通に purse-web spider （財布のような網のクモ）が使われている。

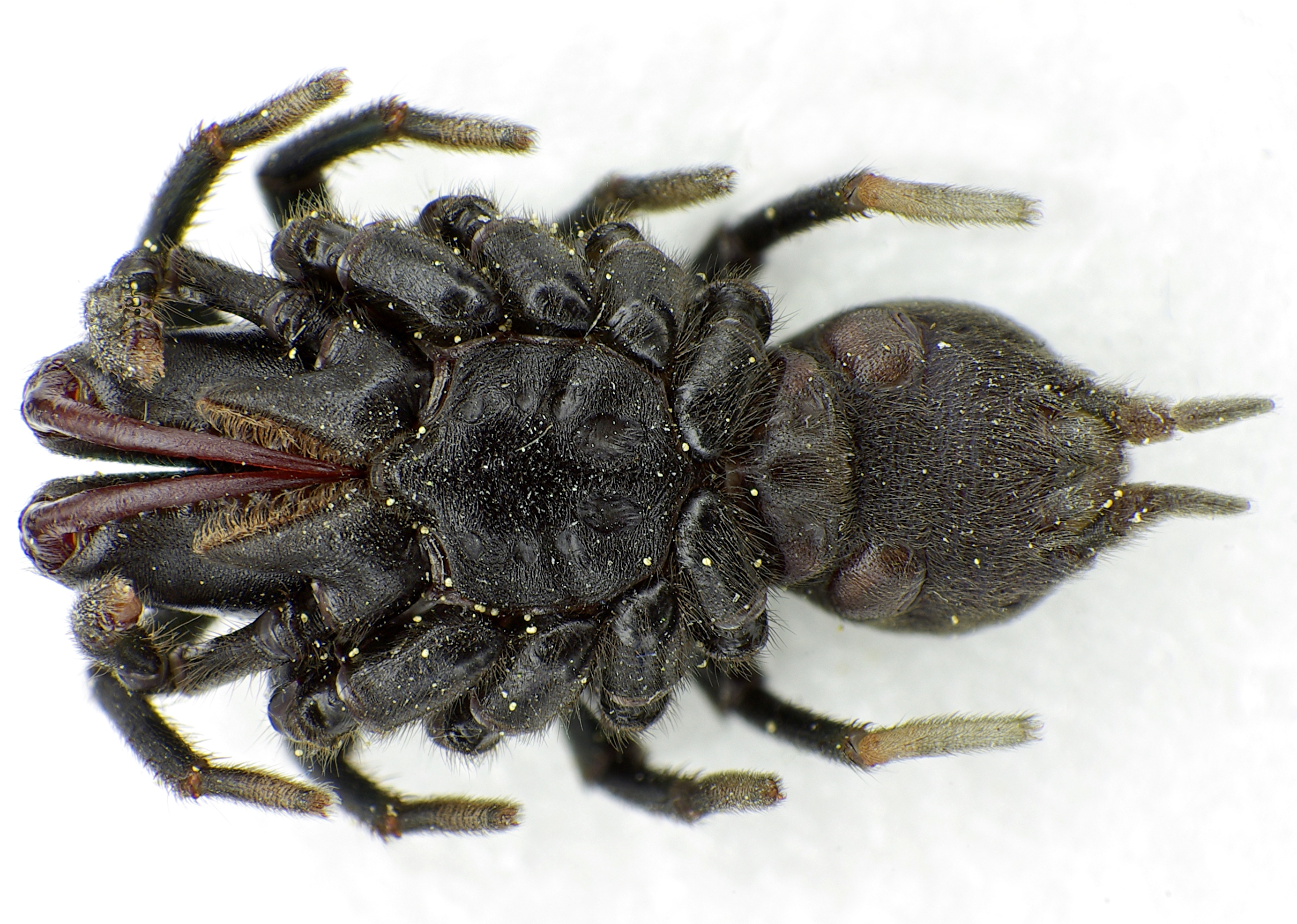
ジグモ属（Atypus affinis）の腹面
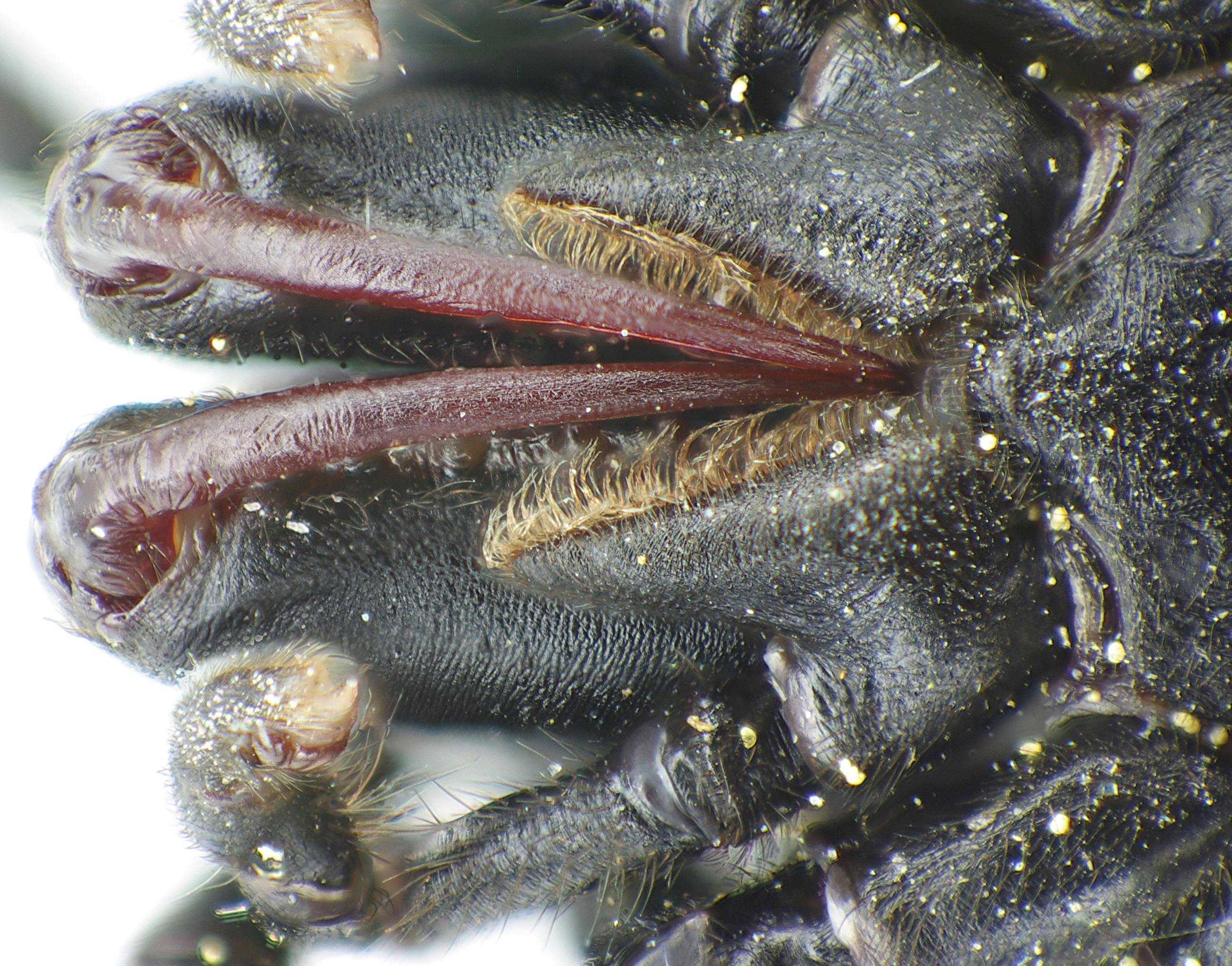
ジグモ属（Atypus affinis）の顎と牙の下面
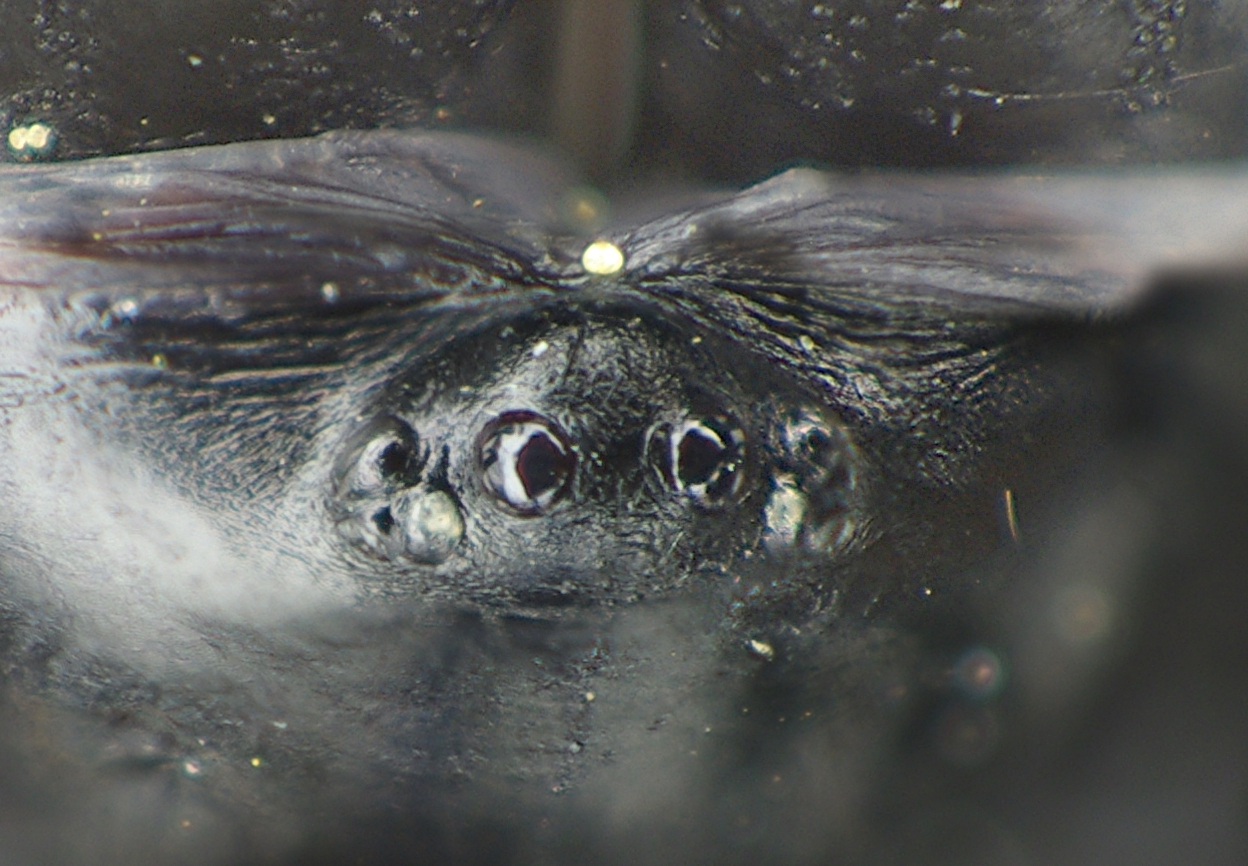
ジグモ属（Atypus affinis）の眼の配置
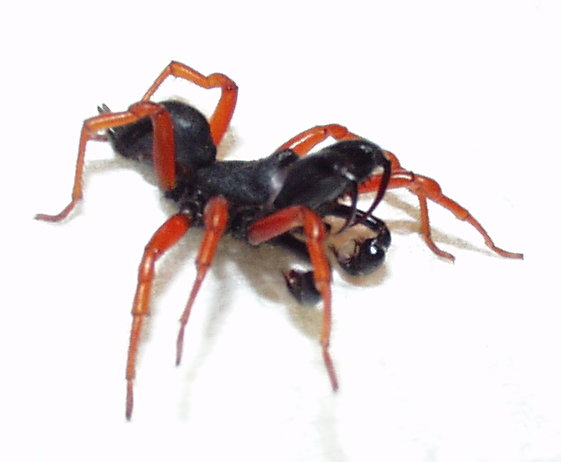
アカアシジグモ[8]（Sphodros rufipes）
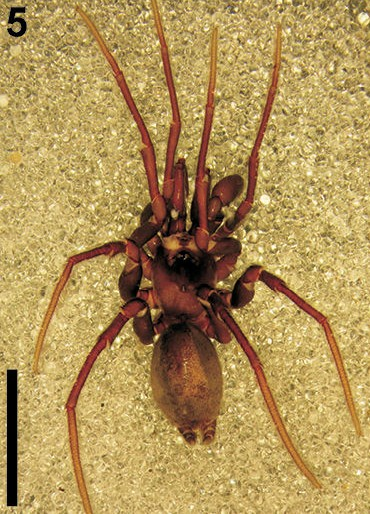
ワスレナグモ属（Calommata simoni）
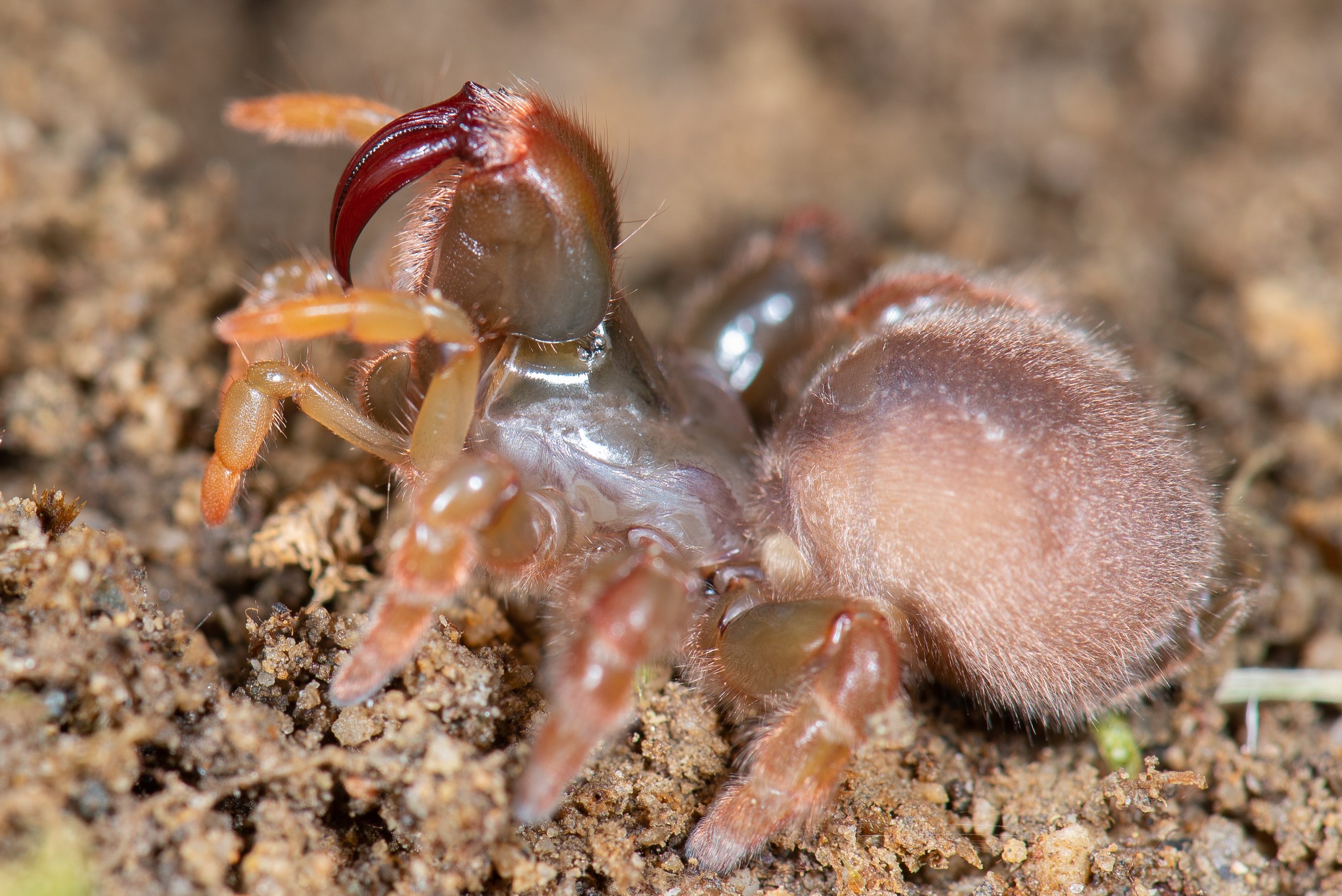
ワスレナグモ（Calommata signata）

## 生態
地中生活のものであり、縦穴を掘って中に潜み、縦穴は内側を糸で裏打ちし、雌はこの穴の中で一生を過ごし、まず外には出ない。入り口からは糸で作られた膜から出来た円筒を上に伸ばす。日本で普通種であるジグモ❲Atypus karschii）では地面や壁面、植物の茎などに数cmに渡ってその延長した管状の袋を伸ばしており、先端は次第に細くなって閉じられており、その先端部をそれらに付着させる。この部分に昆虫などが触れた時、クモはその内側から噛み付き、膜を破って昆虫を内部に引きずり込んで食べる。ヨーロッパ産のジグモ属のものはこの地上部は露出していることが少なく、短く地上を這うものが多い。北アメリカ産のアメリカジグモ属（Sphodros）のものでは地上部は長さ15cmにも渡って伸び、表面には枯れ草や小枝がついてカモフラージュされているが、何しろ長いのでよく目につく。その様は日本のジグモに似ているが先端は細くならず、大きく口を開けている。ワスレナグモ属（Calommata）の日本の種であるワスレナグモ （C. signata）ではほとんど地上から伸びず、地表面で切り落とされたようになっており、クモは入り口で待ち伏せして通りかかる昆虫に飛びかかって巣穴に引きずり込むが、アフリカ産のワスレナグモ属のものはやはり巣の地上部を地表に這わせる。アフリカ産のワスレナグモ属の1種であるC. simoniは地中に巣穴を作り、その入り口に噴火口型の待機用の部屋を作り、獲物はこの部屋の膜越しに噛み付いて内側に引きずり込む。

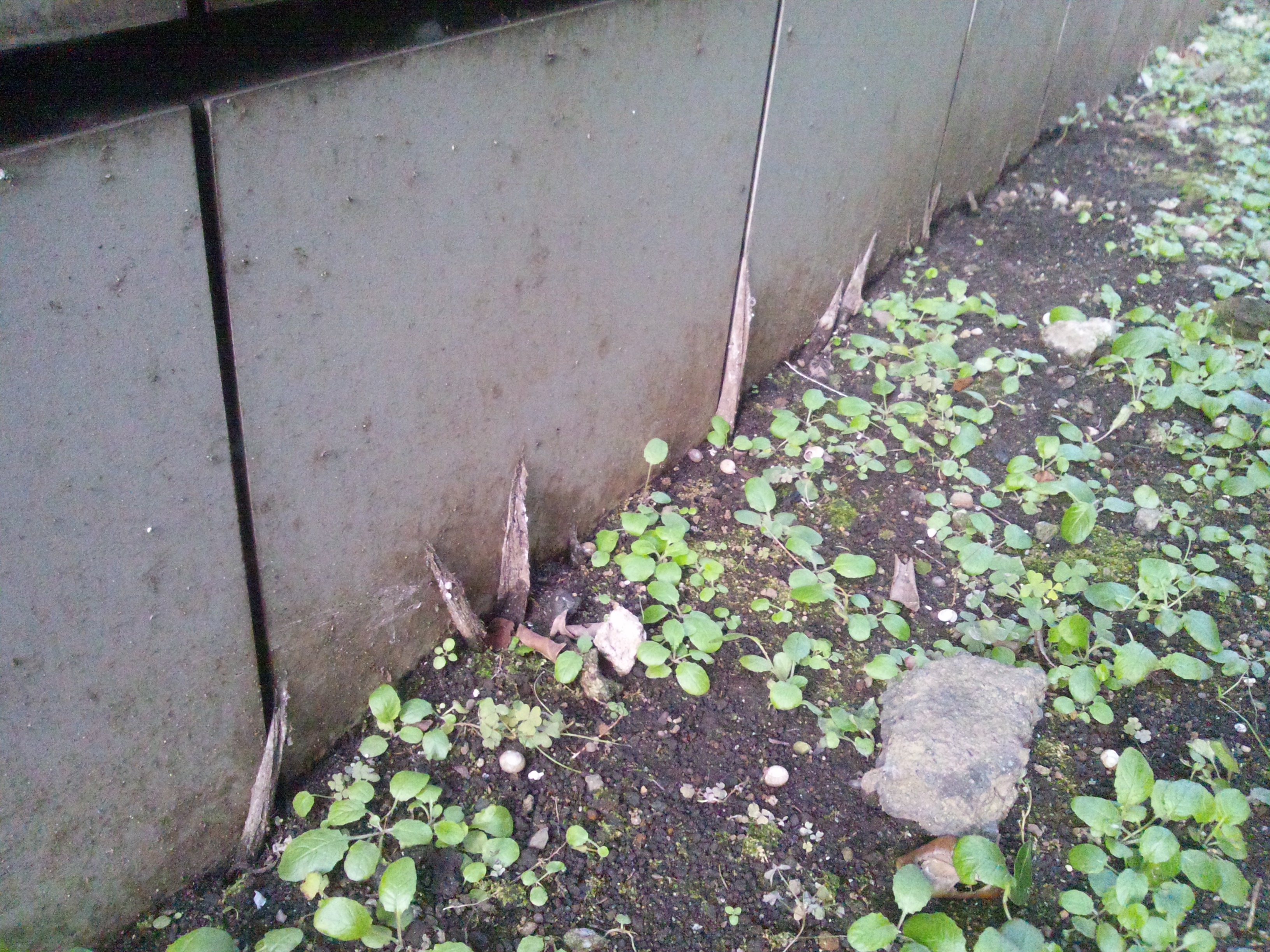
ジグモの巣
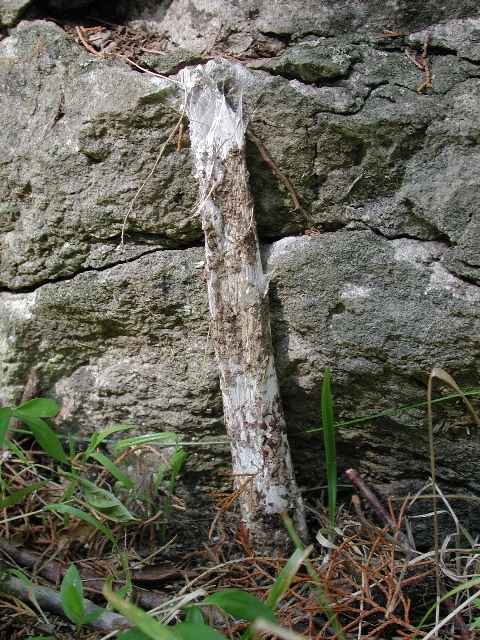
アメリカジグモ属（種不明）の巣

クモは巣の地上部の振動に敏感で、獲物の昆虫が膜に触れると、クモはその位置を振動によって正確に察知する。そして、長い牙を巣の壁越しに突き出して獲物を刺し貫き、そのまま引っかけ、離さない。次にクモは牙と上顎の歯を使って巣の壁に裂け目を作り、そこから獲物を巣内に引き入れ、クモの居住部分である巣の地下部へと引きずり込んで食べる。後に戻ってきて、切り裂いた部分は内側から糸で補修する。アメリカジグモ属のものでは食べかすや糞を先端の開いた口から放出する。
ジグモでは成熟に3年以上を要し、雌ではさらに長く生き延びることもあるとされている。
雄は雌の巣に入って交接する。成熟した雄は自分の巣を捨てて雌の巣を探し、発見すると触肢と第1脚で雌の巣の外壁を叩く。特に反応がない場合には雄は外壁を切り開いて巣内に侵入し、雌と交接する。雌が未成熟であるなど対応できない場合は内側から押して拒否の信号を送る。
雌は巣内に卵嚢を作る。孵化した幼生は巣から出て分散するが、ジグモとワスレナグモではその際にバルーニング、すなわち糸を出して空中に飛び出す行動が確認されている。バルーニングは一般のクモ類(クモ下目)では多く見られ、その分布拡大に大きく預かるものとされるが、ハラフシグモ亜目では知られておらず、トタテグモ下目では本科とトタテグモ科の一部でしか知られていない。ただし、そのバルーニングは普通のクモで見られるものに比べると洗練されていないため、あまり遠くには飛べず、分散に効果的ではないのでは、との判断もある。しかし、それでもこの類における分布域拡大に一定の効果を持っているとは考えられている。

## 分布と種
3属56種が知られており、ユーラシアから北米、メキシコに分布する。

## 分類
本科のクモは書肺が2対あり、上顎を垂直方向に動かす形である点など、ハラフシグモ科と共通する点があり、他方で腹部に外見的に体節の痕跡はなく、糸疣は腹部後端に位置する点などで一般的なクモ類と共通の特徴を持つ。このようなクモはクモ亜目のトタテグモ下目に所属させる。その中での系統関係としてはカネコトタテグモ科（Antrodiaetidae）が近いとされ、この2科をジグモ上科（Atypoidea）とする。カネコトタテグモ科との違いとしてはこの科のものでは上顎が本科のものほどは大きくないこと、馬鍬があること、頭部は盛り上がるが、特に眼のある位置が高くなってはいないこと、糸疣のうち中疣が細くて互いに離れていること、などである。
本科には以下の3つの属を含める。
- ジグモ属 Atypus - ジグモなど
- ワスレナグモ属 Calommata - ワスレナグモなど
- アメリカジグモ属 Sphodros[15] - アカアシジグモ（英語版）など

このうちでワスレナグモ属のものは近縁であるとはされてきたものの前中眼が小さいこと、ジグモ科の他の属では下唇が胸板と完全に癒合しているのに対してこの属ではそうでないこと、第1脚は他の歩脚に比べて著しく細く短くなっている、といった特徴があるためにこの属単独でワスレナグモ科（Calommatidae）を立てることも行われてきた。